# Marie Eleonore von Hessen-Rotenburg

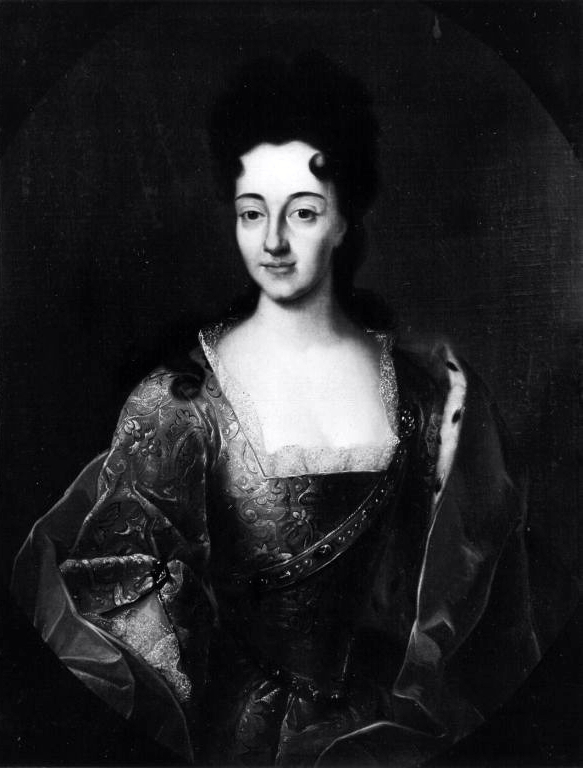
Marie Eleonore von Hessen-Rotenburg (etwa 1700)

Marie Eleonore von Hessen-Rotenburg (* 15. September 1675 auf Burg Rheinfels; † 27. Januar 1720 in Sulzbach) war eine landgräfliche Prinzessin aus dem Haus Hessen und durch Heirat Pfalzgräfin und Herzogin von Pfalz-Sulzbach.

## Leben
Marie Eleonore wurde als Tochter des paragierten Landgrafen Wilhelm I. von Hessen-Rotenburg und dessen Gemahlin Maria Anna von Löwenstein-Wertheim (* 1652) geboren und wuchs zusammen mit ihren Geschwistern Ernst II. Leopold, Elisabeth Catharina Felicitas (1677–1739), Johannetta (1680–1766) und Ernestina (* 1681) auf.
Sie heiratete am 9. Juni 1692 in Lobositz den Pfalzgrafen Theodor Eustach von Pfalz-Sulzbach (1659–1732). Der Ehe entstammten folgende Kinder:
- Maria Anna (1693–1762), ab 1714 Nonne in Köln, Karmelitinnenkloster St. Maria in der Kupfergasse[1]
- Joseph Karl (1694–1729), ⚭ 1717 Pfalzgräfin Elisabeth Auguste von Neuburg (1693–1728)
- Franziska Christine (1696–1776), Fürstäbtissin von Essen und Thorn
- Ernestine Theodora (1697–1775), ⚭ 1719 Wilhelm II. von Hessen-Wanfried (1671–1731)
- Johann Wilhelm (1698–1699)
- Johann Christian (1700–1733), Pfalzgraf und Herzog von Sulzbach, ⚭ 1. 1722 Prinzessin Marie Henriette de La Tour d’Auvergne, Markgräfin von Bergen op Zoom (1708–1728), ⚭ 2. 1731 Prinzessin Eleonore von Hessen-Rheinfels-Rotenburg (1712–1759)
- Elisabeth Eleonore (1702–1704)
- Anna Christine (1704–1723), ⚭ 1722 Herzog Karl Emanuel III. von Savoyen (1701–1773)
- Johann Wilhelm August (1706–1708)